# نینا همینگسون
نینا همینگسون (انگلیسی: Nina Hemmingsson؛ زادهٔ ۳۰ نوامبر ۱۹۷۱) کارتونیست اهل سوئد است. از مهمترین طنزهای فکاهی کوتاه وی ، اغلب کشیدن کارتون‌های تک صفحه‌ای با انتقادات سیاسی و اجتماعی می‌کشد. نمونه‌ای از کارهای همینگسون («بهترین در آغاز») است. آثار او در مجلات گالاگو و بنگ، روزنامه دانشجویی اوپسالا و روزنامه آفتونبلادت منتشر شده است. او همچنین سه کتاب منتشر کرده است،(«کمک!»)، («من الان دوست دخترت هستم»)، و («شیاطین - یک رساله جانوران») برای ناشر که مربوط به قبل از عروسی ویکتوریا، ولیعهد سوئد و دانیل وستلینگ در سال ۲۰۱۰ است.

## جوایز
- ۲۰۱۲- جایزه ادبی کارین بوی